# Parcelacja (Grzęska)
Parcelacja – część wsi Grzęska w Polsce, położona w województwie podkarpackim, w powiecie przeworskim, w gminie Przeworsk.
W latach 1975–1998 Parcelacja administracyjnie należała do województwa przemyskiego.
Wierni kościoła rzymskokatolickiego należą do parafii Podwyższenia Krzyża w Grzęsce.